# Leo Suryadinata
Leo Suryadinata (ur. 21 lutego 1941 w Dżakarcie) – singapurski sinolog. Zajmuje się historią ludności pochodzenia chińskiego w Indonezji.
Początkowo kształcił się na Nanyang University, później na Uniwersytecie Indonezyjskim. W 1970 r. otrzymał magisterium z historii na Uniwersytecie Monasha w Australii, a dwa lata później ukończył studia magisterskie z zakresu nauk politycznych na Uniwersytecie Ohio.
Jego dorobek obejmuje ponad 50 książek (autorskich bądź objętych redakcją) poruszających problematykę ludności chińskiej w Indonezji oraz politykę państwa indonezyjskiego.